# 데이비드 버트카
데이비드 마이클 버트카(영어: David Burtka, 1975년 5월 29일 ~ )는 미국의 배우이자 요리사이다.

## 생애
버트카는 미국 미시간주의 디어본에서 태어나 캔튼에서 자라 1993년 세일럼 고등학교를 졸업하였다. 버트카는 예술 Interlochen 센터에서 연기를 공부하였으며, 미시간 대학교에서 미술학사 학위를 따 냈고, William Esper 스튜디오에서 추가공부를 하였다. 버트카는 털사에서 열린 베르나데트 피터스의 주연 "집시"의 집시 역로 브로드웨이에 데뷔하였다. 또한 2001년, Clarence Derwent Award에서 가장 유망한 남자연기자를 수상했다.
버트카는 2002년, 웨스트윙에서 게스트역할(5번째 에피소드)로 TV데뷔를 하였다. 2004년엔 버트카는 뮤지컬 섹스의 반대말(The Opposite of Sex)에서 맷의 역할을 하였고, 2006년 여름, work's East Coast premiere을 다시 맡았다.
또한 2009년엔 요리사의 길을 걷기 위해 패서디나에 있는 Le Cordon Bleu College of Culinary Arts를 졸업하고 LA 케이터링 회사, 미식가등으로 활동하였다.

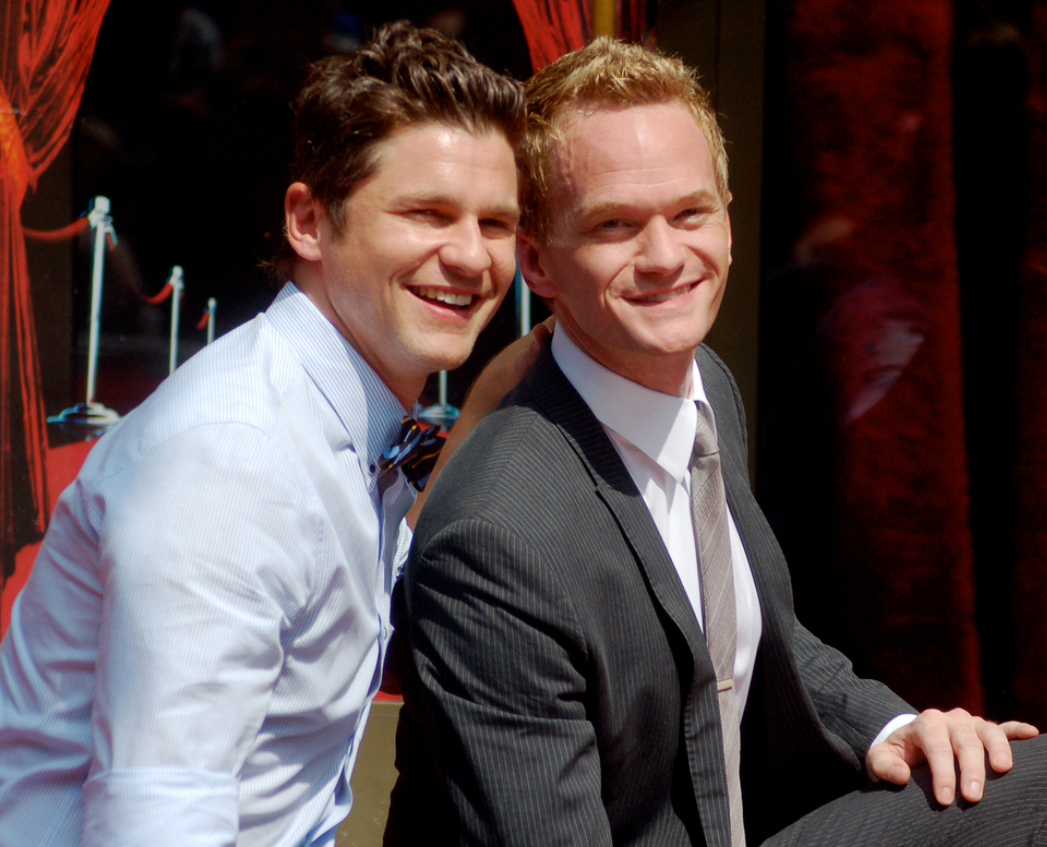
2011년 9월, 버트카와 해리스

버트카는 2004년부터 닐 패트릭 해리스와 사귀기 시작하였으며, 2007년 9월 에미 시상식에서 같이 입장하여 공식적으로 인정하였다. 또한 2009년 뉴욕 LGBT 커뮤니티 센터에서 함께 듀엣을 부르기도 하였다. 2010년 8월 14일에는 해리스가 대리모로 통하여 버트카와 자신의 쌍둥이를 얻는다고 말했고, 10월 12일에 기디언 스콧(Gideon Scott)과 하퍼 그레이스(Harper Grace)의 쌍둥이 부모가 되었다.

## 출연 작품
- 1999: 24 Nights
- 2002: 웨스트 윙 (1 Episode)
- 2005: en:Crossing Jordan – Pathologin mit Profil (1 Episode)
- 2006–2010: How I Met Your Mother (5 Episode)
- 2007: Open House
- 2007: Worldly Possession
- 2007: Driving Under the Influence
- 2007: Army Guy
- 2007: On the Lot (13 Episoden)
- 2007: CSI: 뉴욕 (1 Episode)